# James McLane
James McLane (født 13. september 1930 i Pittsburgh i Pennsylvania, død 13. december 2020) var en amerikansk svømmer, der deltog i to olympiske lege i tiden efter anden verdenskrig.

## Svømmekarriere
Allerede som 13-årig vandt McLane det amerikanske amatørmesterskab i langdistancesvømning (4 miles udendørs). Han vandt i alt 21 amerikanske mesterskaber samt to amerikanske universitetsmesterskaber.
Han var ikke fyldt 18 år, da han deltog i OL 1948 i London. Her svømmede han 400 m fri, hvor han i sit indledende heat satte ny olympisk rekord og derpå også vandt sin semifinale. I finalen begyndte han ikke så hurtigt som sine konkurrenter, men han svømmede sig op og var til sidst den eneste, der kunne følge med landsmanden Bill Smith, der vandt guld og slog McLanes olympiske rekord. McLane var lidt mere end to sekunder langsommere, men fik sølv, mens australieren John Marshall fik bronze. Han var også med på det amerikanske hold i 4 x 200 meter fri sammen med Walter Ris, Wally Wolf og Bill Smith. Amerikanerne stillede dog med fire helt andre svømmere i indledende heat, men i finalen var det den nævnte kvartet, der med Ungarn i hælene vandt i ny verdensrekordtid på 8.46,0 minutter, mens ungarerne fik sølv, lidt over to sekunder bagefter, mens Frankrig fik bronze, yderligere tyve sekunder bagud. Endelig stillede McLane op i 1500 m fri, hvor han vandt sit indledende heat og sin semifinale. I finalen lagde han sig i spidsen fra begyndelsen, men på den sidste tredjedel satte australske James Marshall farten op og indhentede McLane. De to lå side om side et stykke tid, men mod slutningen var det McLane, der var teknisk bedst af de to, der svømmede væk og tog guldet som første amerikaner i denne disciplin siden 1920. Marshall fik sølv og ungarske György Mitró bronze.
Fire år senere ved OL 1952 i Helsinki var han med igen i de samme tre discipliner. Denne gang vandt han ingen individuelle medaljer, da han blev nummer syv i 400 m fri og nummer fire i 1500 m fri. Som fire år før stillede det amerikanske hold i 4 x 200 meter fri med to forskellige hold: Fire svømmere sikrede finalepladsen, men måtte vige pladsen i medaljekampen til fordel for Wayne Moore, Bill Woolsey, Ford Konno og McLane, der kæmpede med især Japan om guldet. Japanerne valgte at lade deres to hurtigste svømmere begynde, mens USA omvendt lod Konno og McLane, der var hurtigst, slutte. Japanerne førte derfor efter første halvdel af løbet, men Konno lukkede hullet, og som sidste svømmer kunne McLane trække afgørende fra og sikre amerikanerne guldet i ny olympisk rekord, mens Japan blev nummer to og Frankrig nummer tre.
Han deltog også i de panamerikanske lege i 1955, hvor han vandt guld i alle de tre discipliner, han havde deltaget i ved OL. Disse lege markerede afslutningen på hans svømmekarriere. I 1970 blev han optaget i svømningens Hall of Fame.

## Videre karriere
Han studerede på Yale University og gjorde derpå militærtjeneste 1953-1955. Herefter arbejdede han for Life Magazine, inden han skiftede til General Mills. Han fortsatte med at svømme for sin fornøjelses skyld, indtil hans helbred svigtede, da han fik multipel sclerose.

## OL-medaljer
- 1948 London –  Guld i svømning, 100 meter fri
- 1948 London –  Guld i svømning, 4 x 200 meter fri (USA)
- 1948 London –  Sølv i svømning, 400 meter fri (USA)
- 1952 Helsinki –  Guld i svømning, 4 x 200 meter fri (USA)